# 燃焼ガス
燃焼ガス（ねんしょうガス）とは、燃焼反応が完結した後の気体のこと。既燃ガスともいう。
炭化水素系燃料を燃焼させた場合の燃焼ガスは、水蒸気、二酸化炭素、窒素酸化物、硫黄酸化物などに加え、燃焼反応には関与しなかった窒素、不完全燃焼生成物などの気体の混合物である。
原動機では回転動力を得るために意図的に燃焼させ、発生した熱エネルギーを運動エネルギーへ変換している。機関内で仕事を終えた燃焼ガスは排出され、排出ガス/排気ガスとなる。

## 燃焼ガスによる影響

### 低温腐食
俗にサルファーアタックとも言われる。燃料に含まれる硫黄成分により硫酸が生成され発生する。
特に、重油などの低質油を使用する船舶機関に多く発生している。
発生過程は以下のとおりである。
燃料中硫黄が空気中の酸素と化合していく。一酸化硫黄 (SO)、亜硫酸ガス(SO2)、無水硫酸 (SO3)この過程にきた物に空気中の水分(H2O)が加わり硫酸(H2SO4)となる。
燃焼ガスの温度が約130 ℃未満の場合に発生しやすい。
- 低温腐食の影響
  - シリンダーライナーの侵食
  - ヘッドカバーの侵食
  - ピストンリングの侵食（発生すると高温高圧の燃焼ガスがクランクケースへ流れ込むブローバイが発生する。）
  - ピストンライナーの侵食
  - 吸排気弁の侵食
  - その他

### 高温腐食
燃料中に含まれるバナジウム分の化学反応の過程により発生する。
バナジウムが低融点の五酸化バナジウム(V2O5）の形になって，鉄鋼の表面に形成されている保護性のある酸化物と融点の低い共晶化合物を作り，その保護効果を失わせて加速酸化を生ずる。